# Deudorix doris
Deudorix doris är en fjärilsart som beskrevs av Hopkins 1927. Deudorix doris ingår i släktet Deudorix och familjen juvelvingar. Inga underarter finns listade i Catalogue of Life.